# Sachio Ōtani
Sachio Otani (大谷 幸夫, Ōtani Sachio), né le 20 février 1924 et mort le 2 janvier 2013, est un architecte japonais.
Né à Tokyo, il est diplômé de l'université de Tokyo en 1946. Il commence sa carrière au studio de Kenzō Tange où il participe à la conception du musée du mémorial de la Paix de Hiroshima (1955). Il ouvre son propre cabinet en 1960 et crée depuis un certain nombre de bâtiments notables dont le centre culturel pour enfants de Tokyo (1964), le Centre international de conférences de Kyoto (1966), l'Institut de technologie de Kanazawa (en) (1969), et l'ensemble de logements Kawaramachi à Kawasaki (1970).

## Sources
- "Sachio Otani" in The Grove Dictionary of Art, Macmillan Publishers, 2000.
- (de) Photos de réalisations de Sachio Otani

## Source de la traduction
- (en) Cet article est partiellement ou en totalité issu de l’article de Wikipédia en anglais intitulé « Sachio Otani » (voir la liste des auteurs).